# Ulaanbadrah
Ulaanbadrah (mongoliska: Улаанбадрах Сум, Улаанбадрах, Ulaanbadrah Sum) är ett distrikt i Mongoliet.   Det ligger i provinsen Dornogobi, i den sydöstra delen av landet, 600 km sydost om huvudstaden Ulaanbaatar.